# Sci di fondo ai XX Giochi olimpici invernali - Sprint a squadre femminile
Nello sci di fondo ai XX Giochi olimpici invernali la gara sprint a squadre femminile sulla distanza di 1,2 km si disputò in tecnica classica il 14 febbraio, dalle ore 11:20 sul percorso che si snodava a Pragelato Plan con un dislivello massimo di 16 m; presero parte alla competizione 16 squadre nazionali.

## Risultati

### Semifinale 1
| Posizione | Nazione    | Atlete                             | Tempo   |
| --------- | ---------- | ---------------------------------- | ------- |
| 1         | Finlandia  | Aino-Kaisa Saarinen Virpi Kuitunen | 17:16,8 |
| 2         | Canada     | Sara Renner Beckie Scott           | 17:19,3 |
| 3         | Italia     | Arianna Follis Gabriella Paruzzi   | 17:32,6 |
| 4         | Giappone   | Madoka Natsumi Nobuko Fukuda       | 17:33,1 |
| 5         | Kazakistan | Oksana Jackaja Elena Kolomina      | 17:36,5 |

### Semifinale 2
| Posizione | Nazione     | Atlete                              | Tempo   |
| --------- | ----------- | ----------------------------------- | ------- |
| 1         | Norvegia    | Ella Gjømle Marit Bjørgen           | 17:14,4 |
| 2         | Russia      | Ol'ga Ročeva Alëna Sid'ko           | 17:32,1 |
| 3         | Svezia      | Anna Olsson Lina Andersson          | 17:33,5 |
| 4         | Germania    | Evi Sachenbacher-Stehle Viola Bauer | 17:34,7 |
| 5         | Stati Uniti | Wendy Wagner Kikkan Randall         | 17:51,4 |

### Finale
| Posizione | Nazione     | Atlete                              | Tempo   |
| --------- | ----------- | ----------------------------------- | ------- |
| 1         | Svezia      | Anna Olsson Lina Andersson          | 16:36,9 |
| 2         | Canada      | Sara Renner Beckie Scott            | 16:37,5 |
| 3         | Finlandia   | Aino-Kaisa Saarinen Virpi Kuitunen  | 16:39,2 |
| 4         | Norvegia    | Ella Gjømle [6:48,17:14,0           |         |
| 5         | Germania    | Evi Sachenbacher-Stehle Viola Bauer | 17:03,5 |
| 6         | Russia      | Ol'ga Ročeva Alëna Sid'ko           | 17:08,5 |
| 7         | Italia      | Arianna Follis Gabriella Paruzzi    | 17:24,8 |
| 8         | Giappone    | Madoka Natsumi Nobuko Fukuda        | 17:27,6 |
| 9         | Kazakistan  | Oksana Jackaja Elena Kolomina       | 17:42,8 |
| 10        | Stati Uniti | Wendy Wagner Kikkan Randall         | 18:04,9 |